# Campionato Paranaense 2025
Il Campionato Paranaense 2025 è stata la 111ª edizione della massima serie del Campionato Paranaense. Il torneo è iniziato l'11 gennaio 2025 e si è concluso il 29 marzo successivo.

## Stagione

### Novità
Al termine della stagione 2024, sono retrocesse in Segunda Divisão PSTC e ADAP/Galo Maringá. Dalla seconda divisione, invece, sono state promosse Paraná e Rio Branco-PR.

### Formato
Le dodici squadre si affrontano dapprima in una prima fase, consistente in un girone da dodici squadre. Le prime otto classificate di tale girone, accederanno alla seconda fase che decreterà la vincitrice del campionato. Le ultime due classificate, retrocedono in Segunda Divisão.
La formazione vincitrice e la seconda classificata, potranno partecipare alla Série D 2026 e alla Coppa del Brasile 2026. La squadra terza classificata, solo alla Série D. Nel caso le prime tre classificate siano già qualificate alla Série D o alle serie superiori, l'accesso alla quarta serie andrà a scalare.

## Risultati

### Prima fase
|  | Pos. | Squadra          | Pt | G  | V | N | P | GF | GS | DR  |
|  | ---- | ---------------- | -- | -- | - | - | - | -- | -- | --- |
|  | 1.   | Operário-PR      | 22 | 11 | 6 | 4 | 1 | 18 | 7  | +11 |
|  | 2.   | Athl. Paranaense | 22 | 11 | 6 | 4 | 1 | 19 | 9  | +10 |
|  | 3.   | Coritiba         | 20 | 11 | 6 | 2 | 3 | 19 | 8  | +11 |
|  | 4.   | Londrina         | 20 | 11 | 6 | 2 | 3 | 16 | 6  | +10 |
|  | 5.   | Cianorte         | 17 | 11 | 5 | 2 | 4 | 18 | 13 | +5  |
|  | 6.   | Maringá          | 16 | 11 | 5 | 1 | 5 | 18 | 15 | +3  |
|  | 7.   | Azuriz           | 15 | 11 | 5 | 0 | 6 | 8  | 13 | -5  |
|  | 8.   | São Joseense     | 13 | 11 | 4 | 1 | 6 | 13 | 21 | -8  |
|  | 9.   | Cascavel         | 13 | 11 | 3 | 4 | 4 | 7  | 10 | -3  |
|  | 10.  | Andraus          | 10 | 11 | 3 | 1 | 7 | 9  | 19 | -10 |
|  | 11.  | Rio Branco-PR    | 10 | 11 | 3 | 1 | 7 | 11 | 22 | -11 |
|  | 12.  | Paraná           | 7  | 11 | 1 | 4 | 6 | 4  | 13 | -9  |

Legenda:
      Ammessa alla seconda fase.
      Retrocesse in Segunda Divisão 2026
Note:
Tre punti a vittoria, uno a pareggio, zero a sconfitta.

### Seconda fase
|  | Quarti di finale | Quarti di finale  | Quarti di finale | Quarti di finale | Quarti di finale |  |  | Semifinali        | Semifinali        | Semifinali        | Semifinali        | Semifinali |   |       | Finale  | Finale  | Finale | Finale | Finale |  |
|  |                  |                   |                  |                  |                  |  |  |                   |                   |                   |                   |            |   |       |         |         |        |        |        |  |
|  | 6                | Maringá           | 2                | 1                | 3                |  |  |                   |                   |                   |                   |            |   |       |         |         |        |        |        |  |
|  | 3                | Coritiba          | 0                | 1                | 1                |  |  | Maringá           | Maringá           | 1                 | 3                 | 4          |   |       |         |         |        |        |        |  |
|  | 7                | Azuriz            | 0                | 0                | 0                |  |  | Athl. Paranaense  | Athl. Paranaense  | 1                 | 0                 | 1          |   |       |         |         |        |        |        |  |
|  | 2                | Athl. Paranaense  | 0                | 3                | 3                |  |  |                   |                   |                   |                   |            |   |       | Maringá | Maringá | 2      | 1      | 3 (4)  |  |
|  | 8                | São Joseense      | 1                | 1                | 2 (5)            |  |  |                   |                   | Operário-PR (dtr) | Operário-PR (dtr) | 2          | 1 | 3 (5) |         |         |        |        |        |  |
|  | 1                | Operário-PR (dtr) | 1                | 1                | 2 (6)            |  |  | Operário-PR (dtr) | Operário-PR (dtr) | 0                 | 2                 | 2 (4)      |   |       |         |         |        |        |        |  |
|  | 5                | Cianorte          | 0                | 0                | 0                |  |  | Londrina          | Londrina          | 1                 | 1                 | 2 (1)      |   |       |         |         |        |        |        |  |
|  | 4                | Londrina          | 2                | 2                | 4                |  |  |                   |                   |                   |                   |            |   |       |         |         |        |        |        |  |